# UD Vilafranquense
UD Vilafranquense, właśc. União Desportiva Vilafranquense – portugalski klub piłkarski z siedzibą w Vila Franca de Xira.

## Historia
Klub został założony w 1957. W 2023 został przeniesiony z Vila Franca de Xira do Vila das Aves, w wyniku czego powstał AVS Futebol SAD, który zajął miejsce Vilafranquense w drugiej lidze. Vilafranquense zostało natomiast zdegradowane do piątej ligi (Dystrykt Lizbona).
W swojej historii rozegrał pięć sezonów na poziomie drugiej ligi (w latach 1987–1988 oraz 2019–2023).

## Reprezentanci kraju grający w klubie
stan na listopad 2023
|  | - Edson Cata - Evandro Brandão - Carlos Fernandes - Rúben Gouveia - Mikita Korzun - Mamadou Diallo - Umaro Baldé - Dionísio Fernandes |  | - João Jaquité - Simão Júnior - João Mário - Madi Queta - Alfa Semedo - Eric Veiga - Armando Sá - Easah Suliman |  | - Kelvin Medina - Nene Miranda - Márcio Rosa - Joazimar Stehb - Nélson Veiga - Charles Monteiro - Zé Carlos Semedo - João Paulo da Silva |